# Aspasia variegata

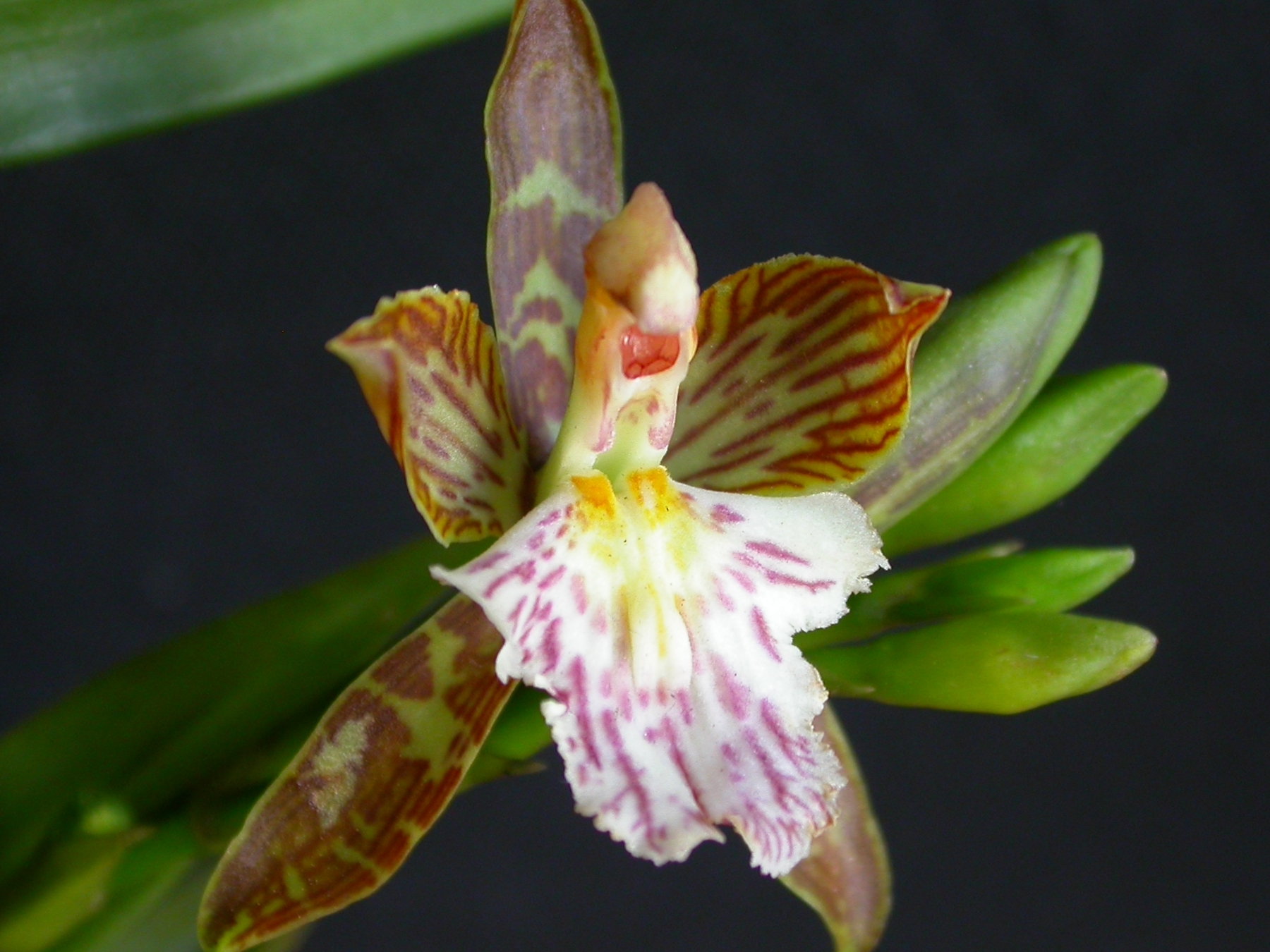
Aspasia variegata

Aspasia variegata es una especie de orquídea común en la cuenca del Amazonas.

## Descripción
Es una orquídea de pequeño tamaño, de crecimiento epífita con un rastrero y delgado, rizoma bracteado y lateralmente fuertemente aplanado, elipsoide a oblongo, brillantes de color verde claro, pseudobulbo que se convierte, con la edad, en ligeramente sulcado que está subtendido por 2-3 vainas de soporte y lleva uno o dos hojas, apicales, glabras, subcoriáceas, lanceoladas a liguladas, agudas, basalmente conduplicadas y articuladas. Florece en una inflorescencia ascendente, con pocas a varias flores, de 25 cm de largo, inflorescencia racemosa que da lugar a flores que se abren sucesivamente, fragantes que aparecen en la primavera y el verano y crece un clima cálido, con alta humedad y sombra moderada.

## Distribución y hábitat
Se encuentra en Brasil, Venezuela y Colombia en los bosques húmedos en elevaciones de 200 metros. 

## Taxonomía
Aspasia variegata fue descrita por John Lindley y publicado en Edwards's Botanical Register 22: t. 1907. 1836.
Etimología
El nombre Aspasia procede del griego, y significa amable, agradable; nombrada por Aspasia de Mileto, la esposa ateniense de Pericles.
variegata: epíteto latino que significa "jaspeada".
Sinonimia
- Aspasia interrupta Hoffmanns.
- Aspasia liturata Link ex Rchb.f.
- Odontoglossum variegatum (Lindl.) Rchb.f.	[7][8]